# Bessède-de-Sault
Bessèdes-de-Sault ist eine französische Gemeinde mit 57 Einwohnern (Stand 1. Januar 2022) im Département Aude in der Region Okzitanien. Sie gehört zum Kanton La Haute-Vallée de l’Aude und zum Arrondissement Limoux. Die Bewohner nennen sich Bessedois.
Nachbargemeinden sind Joucou im Nordwesten, Marsa im Norden, Le Clat im Osten, Roquefort-de-Sault im Südosten, Le Bousquet im Süden, Escouloubre im Südwesten und Aunat im Westen.

## Bevölkerungsentwicklung
| Jahr      | 1962 | 1968 | 1975 | 1982 | 1990 | 1999 | 2006 | 2007 | 2015 |
| --------- | ---- | ---- | ---- | ---- | ---- | ---- | ---- | ---- | ---- |
| Einwohner | 140  | 100  | 73   | 77   | 56   | 52   | 53   | 53   | 57   |